# (23075) 1999 XV83
(23075) 1999 XV83 è un asteroide troiano di Giove del campo greco. Scoperto nel 1999, presenta un'orbita caratterizzata da un semiasse maggiore pari a 5,194788 UA e da un'eccentricità di 0,171395, inclinata di 14,434226° rispetto all'eclittica. Ha un diametro di 33,744 km e un'albedo di 0,074.